# Eugène Mougin
Eugène Mougin (n. 17 noiembrie 1852, Paris, Franța – d. 28 decembrie 1923, Paris, Franța) a fost un arcaș ce a reprezentat Franța, medaliat olimpic. A participat la 1 ediție a Jocurilor Olimpice (1900) în care a câștigat 1 medalie de aur.

## Participări
Lista de mai jos prezintă principalele competiții la care a participat Eugène Mougin de-a lungul carierei.
- archery at the 1900 Summer Olympics – au chapelet 50 metres[*]